# Граве (лунный кратер)
Граве (лат. Grave) — крупный древний ударный кратер расположенный в северной части огромного кратера Гагарин на обратной стороне Луны. Название дано в честь русского и советского математика Дмитрия Александровича Граве (1863—1939) и изобретателя ракеты на бездымном порохе Ивана Платоновича Граве (1874—1960); утверждено Международным астрономическим союзом в 1976 г. Образование кратера относится к нектарскому периоду.

## Описание кратера

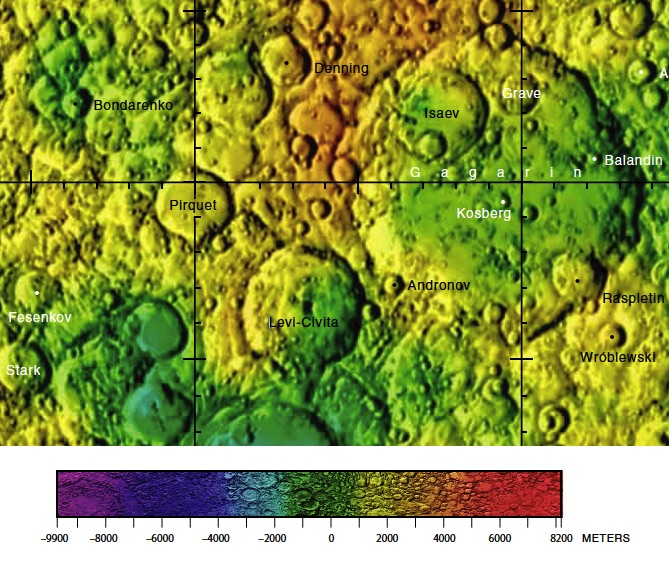
Окрестности кратера Граве. Фрагмент карты обратной стороны Луны.

На западе от кратера находится кратер Исаев, на северо-западе кратер Маркони, на севере-северо-востоке кратер Бейеринк, на северо-востоке кратер Гейгер, на востоке кратер Арминский, на юго-востоке кратер Баландин, на юге-юго-востоке кратер Расплетин, на юге кратер Косберг. Селенографические координаты центра кратера 17°02′ ю. ш. 150°14′ в. д. / 17,04° ю. ш. 150,23° в. д., диаметр 37 км, глубина 2,2 км.
Кратер имеет близкую к циркулярной форму со спрямленной западной частью, существенно разрушен. Вал перекрыт множеством кратеров различного размера. Высота вала над окружающей местностью составляет 1030 м, объем кратера приблизительно 1200 км³. В центре чаши имеется небольшое поднятие местности.

## Сателлитные кратеры
Отсутствуют.